# Hradce (przystanek kolejowy)
Hradce – przystanek kolejowy w miejscowości Hradce, w kraju południowoczeskim, w Czechach. Położony jest na linii kolejowej Czeskie Budziejowice – Černý Kříž. Znajduje się na wysokości 500 m n.p.m..  
Na przystanku nie ma możliwości zakupu biletów, a obsługa podróżnych odbywa się w pociągu.

## Galeria

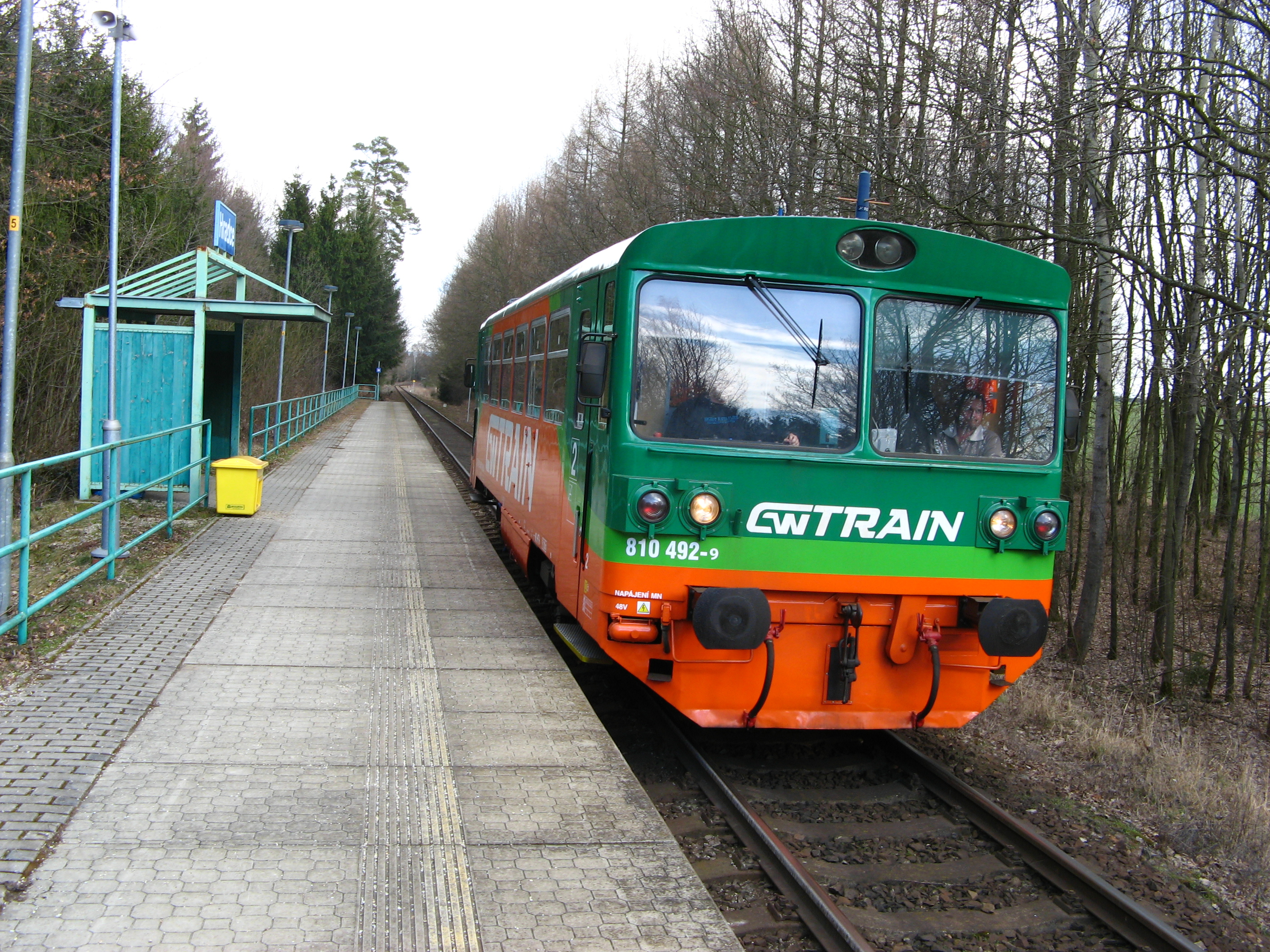
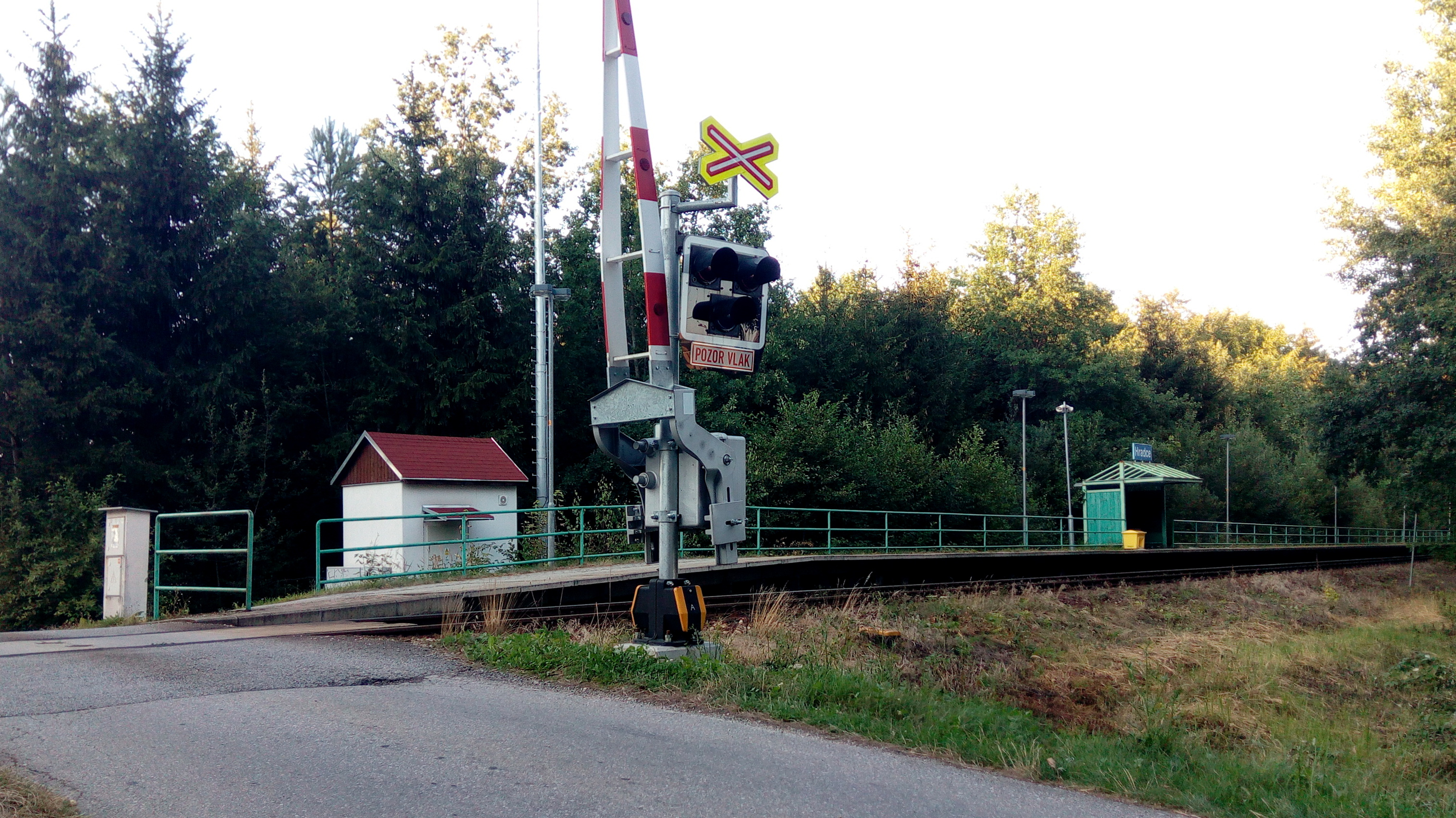
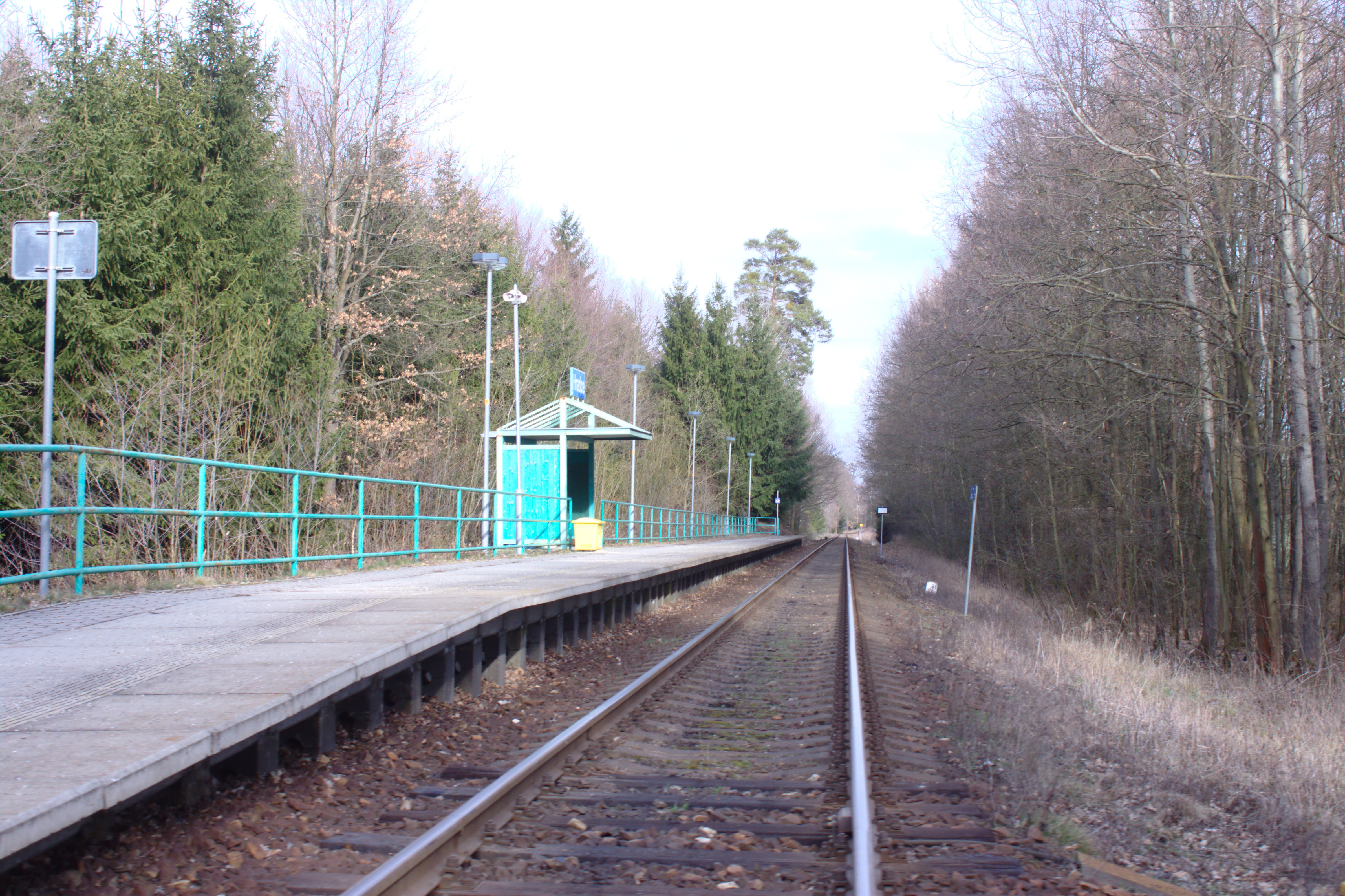

## Linie kolejowe
- 194 České Budějovice - Černý Kříž